# Busséol
Busséol település Franciaországban, Puy-de-Dôme megyében. Lakosainak száma 221 fő (2022. január 1.). Busséol Laps, Mirefleurs, Saint-Georges-sur-Allier, Saint-Julien-de-Coppel és Saint-Maurice községekkel határos.

## Népesség
A település népességének változása:
| Lakosok száma | 215  | 221  | 224  | 218  | 216  | 218  | 218  | 222  | 221  |
|               | 2013 | 2015 | 2016 | 2017 | 2018 | 2019 | 2020 | 2021 | 2022 |